# Чисиза, Ятута
Ятута Чисиза (англ. Yatuta Chisiza; 1926 — 9 октября 1967, недалеко от Блантайра, Малави) — малавийский политический деятель. Считается одной из самых важных фигур в политике Малави накануне и непосредственно после обретения страной независимости.
Активный участник антиколониальной борьбы, бывший генеральный секретарь Партии конгресса Малави и телохранитель первого лидера страны Хастингса Банды. Первый министр внутренних дел независимой Малави в 1964 году, он вскоре вступил в конфликт с авторитарным Бандой и был вынужден бежать из страны, возглавив в изгнании левую оппозицию (в итоге оформившуюся в Социалистическую лигу Малави).
В октябре 1967 года организовал недолговечную попытку разжечь в стране партизанскую войну. Чисиза вошел в район Мванза из соседней Танзании вместе с девятью другими товарищами. В последовавшем боестолкновении с силами безопасности 9 октября 1967 года он и двое других членов повстанческих сил были убиты, пятеро взяты в плен, остальные бежали.

## Биография

### Семья и борьба за независимость
Чисиза родился в районе Каронга на севере Малави (тогда Ньясаленд) в 1926 году в семье деревенского старосты Калули Чисизы. Получил образование в начальной школе Улива и миссионерской школе в Ливингстонии. Впоследствии он работал помощником инспектора полиции в Танзании (тогда Танганьика) и вернулся в Малави в 1958 году. Короткое время вместе со своим братом Дундузу Чисизой пытался управлять мясной лавкой на рынке Блантайр, но это предприятие вскоре потерпело неудачу.
После исторического съезда Африканского конгресса Ньясаленда в январе 1959 года он был назначен телохранителем Хастингса Камузу Банды, который позже станет первым премьер-министром Малави. Он был арестован вместе с сотнями других людей (включая его брата) во время утренних рейдов в рамках операции «Восход» 3 марта 1959 года, когда колониальная администрация объявила чрезвычайное положение в Ньясаленде. В 1960 году он был назначен генеральным секретарем Партии конгресса Малави под председательством Банды. Он был заключен в тюрьму Хами недалеко от Булавайо (Южная Родезия). Он был освобожден через несколько месяцев после Банды, в сентябре 1960 года.

### От министра до повстанца
Брат Ятуты Дундуза Чисиза был одной из ключевых фигур антиколониального движения как в Ньясаленде/Малави, так и в Южной Родезии/Зимбабве (ради национально-освободительной борьбы он отказался от религии бахаизма, когда узнал, что она воспрещает политическую вовлечённость). После гибели своего брата Дундузу Чисизы, разбившегося в ДТП в сентябре 1962 года, Ятута был избран в Законодательный совет округа Каронга, и премьер-министр Банда в итоге назначил его министром внутренних дел.
Вскоре после того, как Малави обрела независимость от Великобритании в июле 1964 года, Чисиза был одним из нескольких членов кабинета министров, которые, раздражённые все более авторитарным руководством Банды, вступили с ним в конфликт и были исключены им из правительства во время кабинетного кризиса 1964 года.
Чисиза бежал из страны и, предположительно, после прохождения военной подготовки в Китае, готовил партизанские операции против режима Банды в Танзании. Здесь Чисиза считался основателем Социалистической лиги Малави (LESOMA), самой радикальной из малавийских партий, оппозиционных режиму Банды. Чисизу сменил Аттати Мпакати. Ещё одним видным членом LESOMA из числа изгнанных малавийцев был Махома Мвакипунда Мваунгулу .

### Пол Теру и инцидент с хлебовозом
В 1964 году Пол Теру, тогдашний волонтёр американского Корпуса мира в Ньясаленде, был объявлен Хастингсом Бандой персоной нон грата за поддержку Ятуты, которого обвиняли в попытке свержения правительства. Теру доставил Чисизе в Танзании письмо от дипломата и литератора Дэвида Рубадири, перешедшего в оппозицию. Он также передавал закодированные сообщения от Чисизы «некоему греку» в Блантайре. Согласно сообщению Теру в журнале «Esquire», когда 16 октября он передал послание греческому пекарю, который направлялся доставить свой хлеб в Нчеу, булочник «вздрогнул и побледнел»: он предположил, что греческий пекарь был пойман и допрошен Департаментом уголовных расследований Малави по поводу своего «фургончика с хлебом», раскрыв местонахождение Ятуты и причастность Теру. Банда заявил американскому послу, что у него якобы есть доказательства того, что Теру замышлял его убийство, и потребовал отправить волонтёра на родину. Позже он узнал, что в свой последний день вместо хлеба в фургоне Чисиза нашёл малавийских солдат, устроивших засаду и убивших революционного бойца. Пол Теру, исключённый из Корпуса мира за свою роль в Малави, стал известным писателем.

### Гибель
Чисиза был убит одним выстрелом в голову в октябре 1967 года, по всей видимости, силами безопасности Малави, хотя в этом также подозревали силовиков режима Яна Смита в Южной Родезии. Судя по всему, Чисиза погиб в один день с Че Геварой. Его тело было выставлено в Центральной больнице Королевы Елизаветы неподалеку от Блантайра в качестве назидания другим потенциальным повстанцам.
У погибшего остались два сына: Вьянде Ятута Чисиза и Квача Чисиза. Внуки Ятуты: Милли, Бакалеле, Мфиква, Матебе, Мутале, Лусайо, Атупеле, Мбакая, Чикоса. Как брат Дундузу Чисизы он приходился дядей известному драматургу Ду Чисизе-младшему.